# Juan Ramón Yuste
Juan Ramón Yuste Pescador (Madrid, 1952 - 12 de septiembre de 2010) fue un fotógrafo español.

## Biografía
Sus comienzos en la fotografía tuvieron un carácter autodidacta, pero al aparecer la revista Nueva Lente participó desde sus primeros números y se le incluyó entre los jóvenes fotógrafos españoles de la "quinta generación" junto a Joan Fontcuberta, Eduardo Momeñe, Miguel Oriola, Pablo Pérez-Mínguez, Jorge Rueda y Pere Formiguera entre otros. Su trabajo durante la transición española se desarrolló en el marco de la movida madrileña y de la renovación estética que la acompañó; su fotografía del edificio El Capitol de la Gran Vía se convirtió en uno de los iconos de la misma.
Sus fotografías en color, en bastantes casos, incluían fuentes de iluminación como tubos de neón o fuego dentro de la escena fotografiada. En su trabajo posterior y especialmente en sus retratos se mantuvo fiel al medio fotográfico como registro de la realidad aunque empleado de un modo personal. Sus últimos trabajos tratan sobre la vida en la India.
Colaboró en diversas publicaciones entre las que cabe destacar El País, Dezine, Nueva Lente,  Madrid Me Mata y La Luna de Madrid; en el suplemento dominical de El País escribía en torno a la fotografía de modo habitual. También publicó varios libros relacionados con la fotografía arquitectónica.
Su tarea docente comenzó pronto a través de coloquios y conferencias en el Fotocentro, posteriormente en cursos de la Universidad Menéndez y Pelayo y en sus últimos años fue profesor en la Facultad de Bellas Artes de la Universidad de Castilla-La Mancha en Cuenca.